# Contea di Loudon
La contea di Loudon in inglese Loudon County è una contea dello Stato del Tennessee, negli Stati Uniti. La popolazione al censimento del 2000 era di 39 086 abitanti. Il capoluogo di contea è Loudon.